# Dunny
Dunny ist eine von verschiedenen Künstlern gestaltete Figurenserie aus dem Bereich der Designer Toys, die ab 2004 vom Hersteller kidrobot produziert wird. Die Grundfigur ist von einer Hasengestalt abgeleitet, der Kopf ist drehbar und die Arme sind beweglich.
Die Bezeichnung „Dunny“ setzt sich aus den Wörtern „Devil“ und „Bunny“ zusammen.

## Herstellung und Verkauf
Die Figuren werden in drei Größen (Höhe 7,6 cm, 20,3 cm und 50,8 cm) aus Kunststoff produziert. Die 7,6-cm-Variante wird im Handel auch als Überraschungsfigur angeboten, so bezeichnet als „Chase“. Zu jeder Figur gehört zumeist eine gestaltete Karte mit Namen des Künstlers und der Figur. Jeder Dunny-Variante hat eine begrenzte Auflage, die bei Sammlern jeweils unterschiedlich hoch im Kurs stehen.